# Rättviks tingslag
Rättviks tingslag var ett tingslag i Dalarna i Kopparbergs län. Tingslaget benämndes mellan 1779 och 1894 Rättvik och Ore tingslag Rättviks tingslag omfattade ett område mellan Siljan och Hälsinglandsgränsen. År 1932 hade tingslaget en yta 2 181 km², varav land 1 950, och 14 243 invånare. Tingsställe var Rättvik.
Tingslaget upphörde 1948 då verksamheten överfördes till Nedansiljans domsagas tingslag. 
Tingslaget hörde före 1876 till Österdalarnas domsaga och från 1876 till Nedansiljans domsaga.

## Socknar
Tingslaget omfattade följande socknar:  
- Rättviks socken
- Boda socken
- Ore socken hörde före 1779 till Orsa, Ore och Älvdalens tingslag